# Neuville-Saint-Vaast

Neuville-Saint-Vaast este o comună în departamentul Pas-de-Calais, Franța. În 1 ianuarie 2022 avea o populație de 1.626 de locuitori.